# Nowa Brzeźnica (Pajęczno)
Pour les articles homonymes, voir Nowa Brzeźnica.
Nowa Brzeźnica (prononciation [ˈnɔva bʐɛʑˈnit͡sa]) est un village de la gmina de Nowa Brzeźnica, du powiat de Pajęczno, dans la voïvodie de Łódź, situé dans le centre de la Pologne.
Le village est le siège administratif (chef-lieu) de la gmina appelée gmina de Nowa Brzeźnica.
Il se situe à environ 15 kilomètres au sud-est de Pajęczno (siège du powiat) et 83 kilomètres au sud de Łódź (capitale de la voïvodie).
Sa population s'élevait approximativement à 750 habitants en 2006.

## Histoire
Brzeźnica a été fondé en 1265. En 1287, à côté de ce petit village, Lech II le Noir a fondé une ville qui est appelée Nowa Brzeźnica. Celle-ci s’est développée grâce à sa situation sur la route commerciale reliant la Silésie aux contrées de l’est en passant par Wieluń et Radomsko. En 1564, la ville comptait 4 bouchers, 9 cordonniers, 9 boulangers, 2 auberges et 2 moulins. La ville avait reçu le privilège d’organiser quatre foires commerciales par an.
Au XVIIe siècle, la ville a souffert d’épidémies et de famines, ensuite elle a été ravagée par les guerres. En 1717, elle est devenue la propriété du monastère de Częstochowa. En 1727, un incendie a détruit 70 maisons. En 1790, un autre incendie a dévasté la plus grande partie de la ville.
Pour avoir participé activement à l’Insurrection de Novembre (1830) et à l’Insurrection de Janvier (1863), les autorités tsaristes ont sanctionné Nowa Brzeźnica en lui ôtant son statut de ville en 1868 et en exécutant les personnes qui s’étaient soulevées contre la Russie.
L’église saint Valentin a été fondée en 1541. Elle a été reconstruite de 1904 à 1908 et on lui a donné le nom de saint Jean Chrzciciel.
Le célèbre historien Jan Długosz (1415-1480), dont le père était staroste, est né à Brzeźnica.

## Administration
De 1975 à 1998, le village était attaché administrativement à l'ancienne voïvodie de Częstochowa.

Depuis 1999, il fait partie de la nouvelle voïvodie de Łódź.